# Список керівників держав 98 року

## Європа
- Боспорська держава — цар Савромат I (90-123)
- Дакія — цар Децебал (87-106)
- Ірландія — верховний король Туатал Техтмар (76-106)
- Римська імперія
  - імператор Нерва (96-98)
  - імператор Траян (98-117)
    - консул Нерва (98)
    - консул Траян (98)
      - Белгіка — Квінт Сосій Сенеціон (97-99)
      - Бетика — Гай Цецилій Класик (97/98)
      - Верхня Германія — Луцій Юлій Урс Сервіан (97-98)
      - Нижня Германія — Луцій Ліциній Сура (97-98)

## Азія
- Близький Схід
  - Бану Джурам (Мекка) — шейх Абд аль-Масих (76-106)
  - Велика Вірменія — цар Санатрук I (88-110)
  - Набатейське царство — цар Раббель II Сотер (70-106)
  - Хим'яр — цар Наша'каріб Юхамін (90-100)
  - Осроена — цар Санатрук I (91-109)
- Диньяваді — Вісу Яза (90-111)
- Іберійське царство — цар Картам (75-106)
- Індія
  - Кушанська імперія — Віма Такто (80-105)
  - Царство Сатаваханів — магараджа Шивасваті Сатавахана (84-112)
- Індо-парфянське царство (Маргіана) — цар Абдагаз II (бл. 90)
- Китай
  - Династія Хань — імператор Лю Чжао (Хе-Ді) (88-106)
  - вождь племінного союзу південних сяньбі Улунь (93-120)
- Корея
  - племінний союз Кая — Суро
  - Когурьо — тхеван (король) Тхеджохо (53-146)
  - Пекче — король Кіру (77-128)
  - Сілла — ісагим (король) Пхаса (80-112)
- Персія
  - Парфія — шах Пакор II (78-105)
- Сипау (Онг Паун) — Сау Кам Монг (72-110)
- Японія — тенно (імператор) Кейко (71-130)
  - Азія — Гней Педаній Фуск Салінатор (98-99)
  - Каппадокія — Тит Помпоній Басс (94/95-99/100)
  - Лікія і Памфілія — Луцій Юлій Марін Цецилій Сімплекс (96-99)
  - Сирія — Авл Ларцій Пріск (97-100)

## Африка
- Царство Куш — цар Віма Такту (85-103)
  - Єгипет — Марк Юній Руф (94-98)